# Matheus Nunes
Matheus Nunes (ur. 27 sierpnia 1998 w Rio de Janeiro) – portugalsko-brazylijski piłkarz, występujący na pozycji pomocnika w angielskim klubie Manchester City oraz w reprezentacji Portugalii.

## Kariera

### Dzieciństwo
Matheus przyszedł na świat w zachodniej części Rio de Janeiro, jednak już w wieku 12 lat wyemigrował z matką i ojczymem do Portugalii. Pomagał w pracy w piekarni, jednak w wolnym czasie grał w piłkę.

### Estoril Praia
Ofertę gry w tym klubie Nunes otrzymał w wieku 20 lat. Debiut zaliczył 14 października 2018 roku w meczu drugiej ligi portugalskiej przeciwko Varzim SC, zremisowanym 2:2. Zaledwie po ośmiu rozegranych spotkaniach zainteresowanie zawodnikiem wyraził jeden z najlepszych portugalskich klubów – Sporting.

### Sporting
Sporting wykupił piłkarza za niecały milion euro. Na początku grał w rezerwowych drużynach klubu, jednak w końcu dostał szansę gry w pierwszym zespole. Po tym stał się na tyle ważnym piłkarzem Sportingu, że o jego usługi zapobiegała reprezentacja Brazylii. Jednak Nunes wybrał grę dla Portugalii i zasilił szeregi tej reprezentacji na Eliminacje Mistrzostw Świata 2022. Dla lizbońskiego klubu Matheus rozegrał ponad 100 spotkań, a latem 2022 roku przeniósł się do angielskiego Wolverhampton.

### Wolverhampton

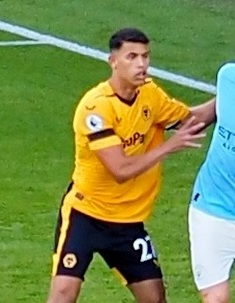
Nunes w barwach Wolverhampton Wanderers

Piłkarz w angielskim zespole zadebiutował 20 sierpnia 2022 roku w ligowym meczu z Tottenhamem przegranym 0:1. Umowa zawodnika obowiązuje do 30 czerwca 2027 roku.

## Wielkie turnieje
Piłkarz wziął udział w mistrzostwach świata 2022, które odbywały się w Katarze. Zagrał w sumie 73 minuty w dwóch meczach grupowych – z Urugwajem i Koreą Południową.

## Statystyki

### Klubowe
Na podstawie:
| Klub            | Sezon   | Liga            | Liga  | Liga   | Puchar krajowy | Puchar krajowy | Kontynentalne | Kontynentalne | Suma  | Suma   |
| Klub            | Sezon   | Liga            | Mecze | Bramki | Mecze          | Bramki         | Mecze         | Bramki        | Mecze | Bramki |
| --------------- | ------- | --------------- | ----- | ------ | -------------- | -------------- | ------------- | ------------- | ----- | ------ |
| Estoril Praia   | 2018/19 | Liga Portugal 2 | 6     | 0      | 2              | 0              | –             | –             | 8     | 0      |
| Sporting        | 2019/20 | Primeira Liga   | 10    | 0      | 0              | 0              | –             | –             | 10    | 0      |
| Sporting        | 2020/21 | Primeira Liga   | 31    | 3      | 6              | 0              | 2             | 0             | 37    | 3      |
| Sporting        | 2021/22 | Primeira Liga   | 33    | 3      | 11             | 1              | 6             | 0             | 50    | 4      |
| Sporting        | 2022/23 | Primeira Liga   | 2     | 1      | 0              | 0              | –             | –             | 2     | 1      |
| Wolverhampton   | 2022/23 | Premier League  | 34    | 1      | 5              | 0              | –             | –             | 39    | 1      |
| Wolverhampton   | 2023/24 | Premier League  | 2     | 0      | 0              | 0              | –             | –             | 2     | 0      |
| Manchester City | 2023/24 | Premier League  | 17    | 0      | 3              | 0              | 9             | 0             | 29    | 0      |
| Manchester City | 2024/25 | Premier League  | 26    | 1      | 6              | 2              | 7             | 1             | 39    | 4      |
| Łącznie         | Łącznie | Łącznie         | 161   | 9      | 33             | 3              | 24            | 1             | 218   | 13     |

### Reprezentacyjne
| Występy i gole w reprezentacji | Występy i gole w reprezentacji | Występy i gole w reprezentacji | Występy i gole w reprezentacji | Występy i gole w reprezentacji | Występy i gole w reprezentacji | Występy i gole w reprezentacji | Występy i gole w reprezentacji |
| Lp.                            | Data                           | Miasto                         | Przeciwnik                     | Wynik                          | Gole                           | Inne                           | Rozgrywki                      |
| ------------------------------ | ------------------------------ | ------------------------------ | ------------------------------ | ------------------------------ | ------------------------------ | ------------------------------ | ------------------------------ |
| 1.                             | 09.10.2021                     | Faro/Loulé                     | Katar                          | 3:0 (1:0)                      |                                |                                | mecz towarzyski                |
| 2.                             | 12.10.2021                     | Lizbona                        | Luksemburg                     | 5:0 (3:0)                      |                                |                                | Eliminacje MŚ 2022             |
| 3.                             | 11.11.2021                     | Dublin                         | Irlandia                       | 0:0                            |                                |                                | Eliminacje MŚ 2022             |
| 4.                             | 24.03.2022                     | Porto                          | Turcja                         | 3:1 (2:0)                      | 1                              |                                | Eliminacje MŚ 2022             |
| 5.                             | 29.03.2022                     | Porto                          | Macedonia Północna             | 2:0 (1:0)                      |                                |                                | Eliminacje MŚ 2022             |
| 6.                             | 02.06.2022                     | Sewilla                        | Hiszpania                      | 1:1 (0:1)                      |                                | 83'                            | Liga Narodów UEFA              |
| 7.                             | 05.06.2022                     | Lizbona                        | Szwajcaria                     | 4:0 (3:0)                      |                                |                                | Liga Narodów UEFA              |
| 8.                             | 12.06.2023                     | Genewa                         | Szwajcaria                     | 1:0 (1:0)                      |                                |                                | Liga Narodów UEFA              |
| 9.                             | 24.09.2022                     | Praga                          | Czechy                         | 4:0 (2:0)                      |                                |                                | Liga Narodów UEFA              |
| 10.                            | 28.11.2022                     | Lusajl                         | Urugwaj                        | 2:0 (0:0)                      |                                |                                | MŚ 2022                        |
| 11.                            | 02.12.2022                     | Ar-Rajjan                      | Korea Południowa               | 1:2 (1:1)                      |                                |                                | MŚ 2022                        |
| 12.                            | 21.03.2024                     | Guimaraes                      | Szwecja                        | 5:2 (3:0)                      | 1                              |                                | mecz towarzyski                |
| 13.                            | 08.06.2024                     | Oeiras                         | Chorwacja                      | 1:2 (0:1)                      |                                |                                | mecz towarzyski                |
| 14.                            | 11.06.2024                     | Aveiro                         | Irlandia                       | 3:0 (1:0)                      |                                |                                | mecz towarzyski                |
| 15.                            | 26.06.2024                     | Gelsenkirchen                  | Gruzja                         | 0:2 (0:1)                      |                                |                                | ME 2024                        |
| 16.                            | 05.07.2024                     | Hamburg                        | Francja                        | 0:0 (k. 3:5)                   |                                |                                | ME 2024                        |

## Sukcesy
Na podstawie:

### Klubowe
Sporting
- Mistrz Portugalii: 2020/21
- Puchar Ligi: 2020/21, 2021/22
- Superpuchar Portugalii: 2022